# Eschenz
Eschenz es una comuna suiza situada en el cantón de Turgovia. Tiene una población estimada, a fines de 2021, de 1890 habitantes.
Es parte del distrito de Frauenfeld.
Limita al norte con las comunas de Stein am Rhein (SH) y Öhningen (GER-BW), al este con Mammern, al sur con Hüttwilen, y al oeste con Wagenhausen.
Hasta el 31 de diciembre de 2010 estaba situada en el distrito de Steckborn.